# VfV Hildesheim
VfV Hildesheim – niemiecki klub sportowy z siedzibą w Hildesheim w kraju związkowym Dolna Saksonia. Do 2003 roku istniała tam sekcja piłki nożnej.

## Historia
- 22.09.1945 – został założony jako VfV Hildesheim
- 01.07.2003 – połączył się z SV Borussia 06 Hildesheim tworząc VfV Borussia 06 Hildesheim

## Sukcesy
- Amateuroberliga Niedersachsen Ost (2. poziom): 1955, 1958 (mistrz)
- Niedersachsen Pokal (Niedersachsen Puchar): 1956, 1976 (mistrz)
- 5 sezonów w Oberlidze Nord (1. poziom): 1958/59-1962/63.
- 4 sezony w Regionallidze Nord (2. poziom): 1963/64-1966/67.